# Cerisy-la-Salle
Cerisy-la-Salle – miejscowość i gmina we Francji, w regionie Normandia, w departamencie Manche.
Według danych na rok 1990 gminę zamieszkiwały 1004 osoby, a gęstość zaludnienia wynosiła 60 osób/km² (wśród 1815 gmin Dolnej Normandii Cerisy-la-Salle plasuje się na 224. miejscu pod względem liczby ludności, natomiast pod względem powierzchni na miejscu 180.).
Urodził się tu pierwszy arcybiskup tokijski Pierre-Marie Osouf.